# Réserve naturelle de Põhja-Kõrvemaa

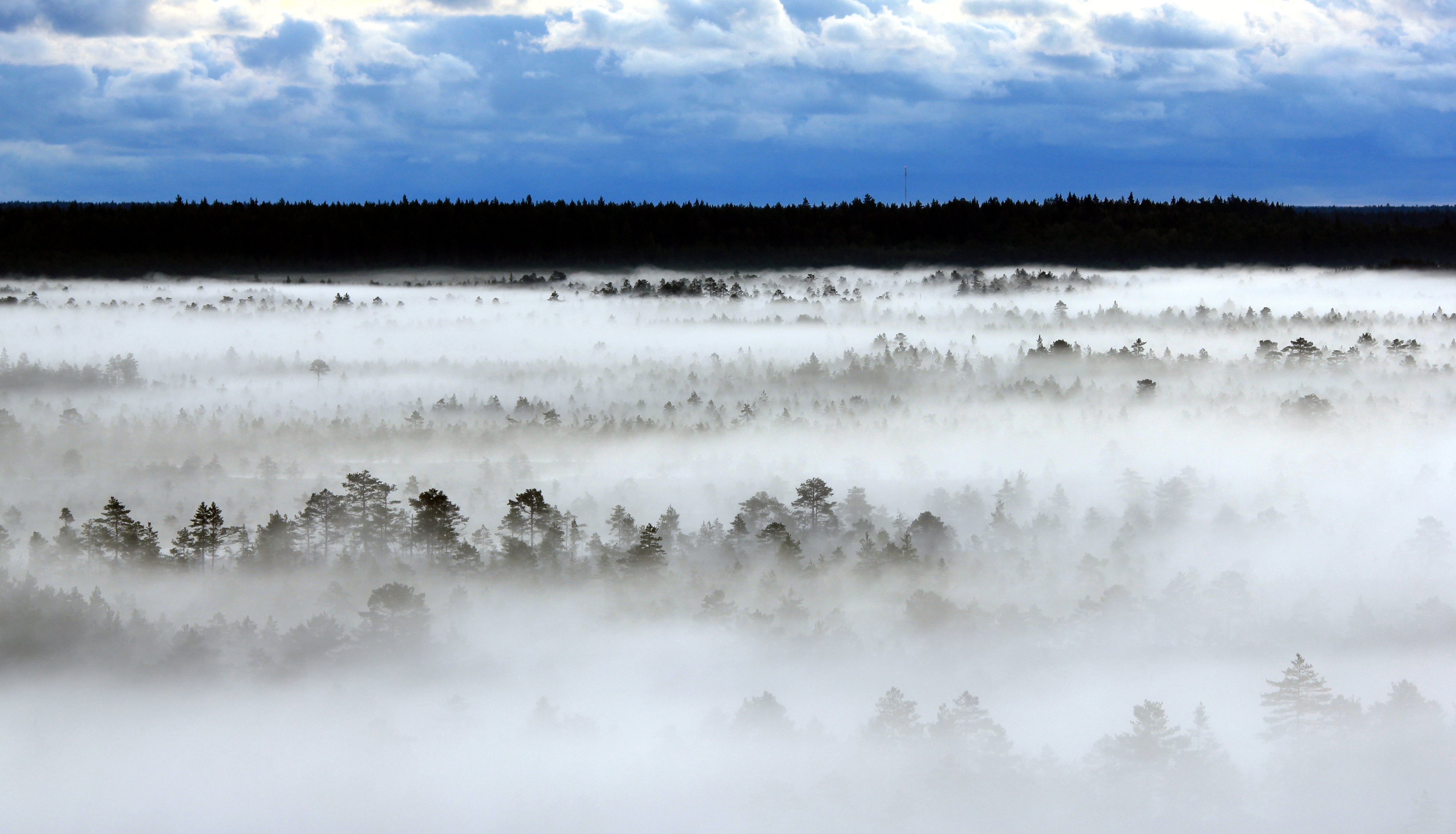
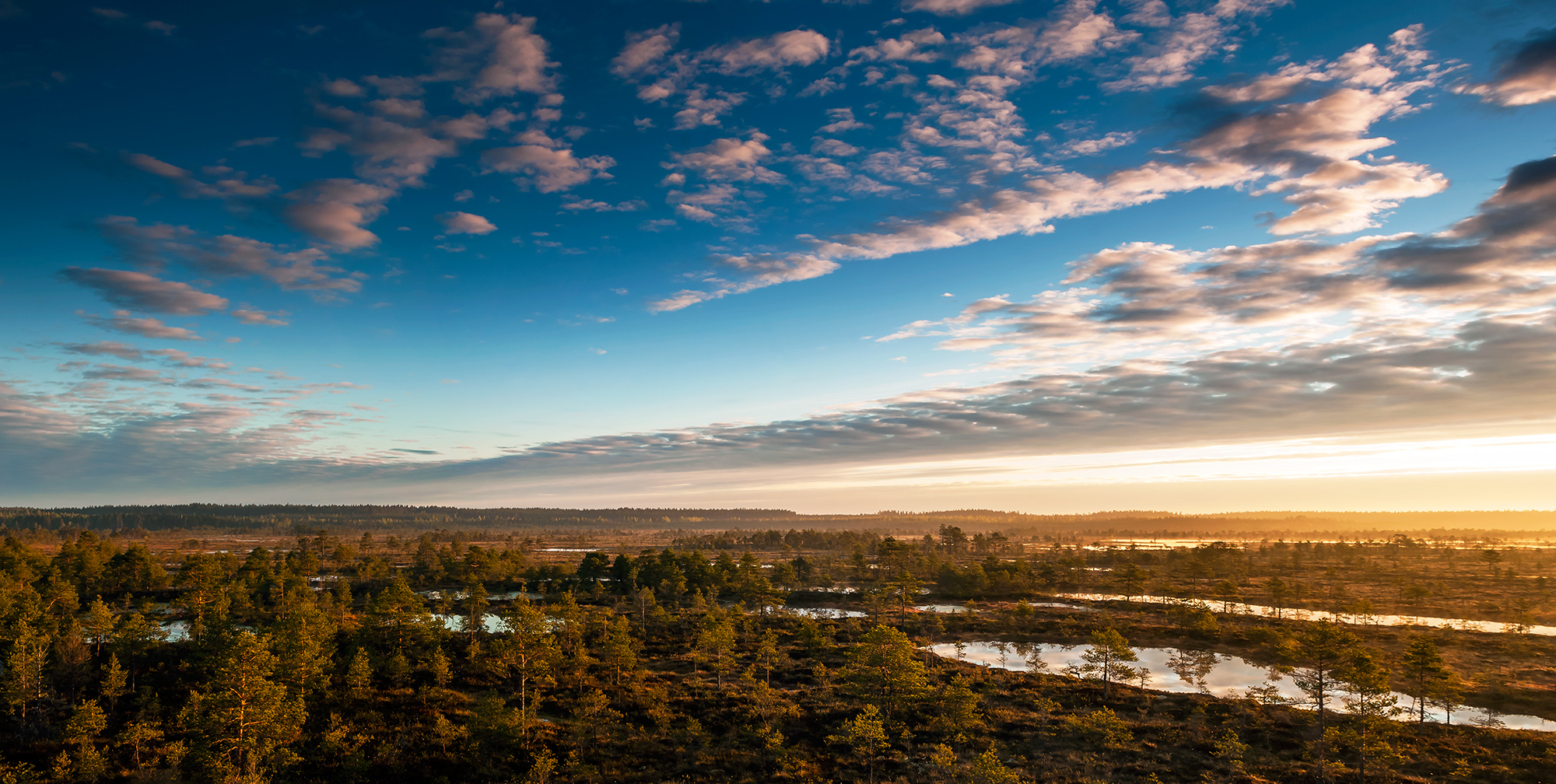
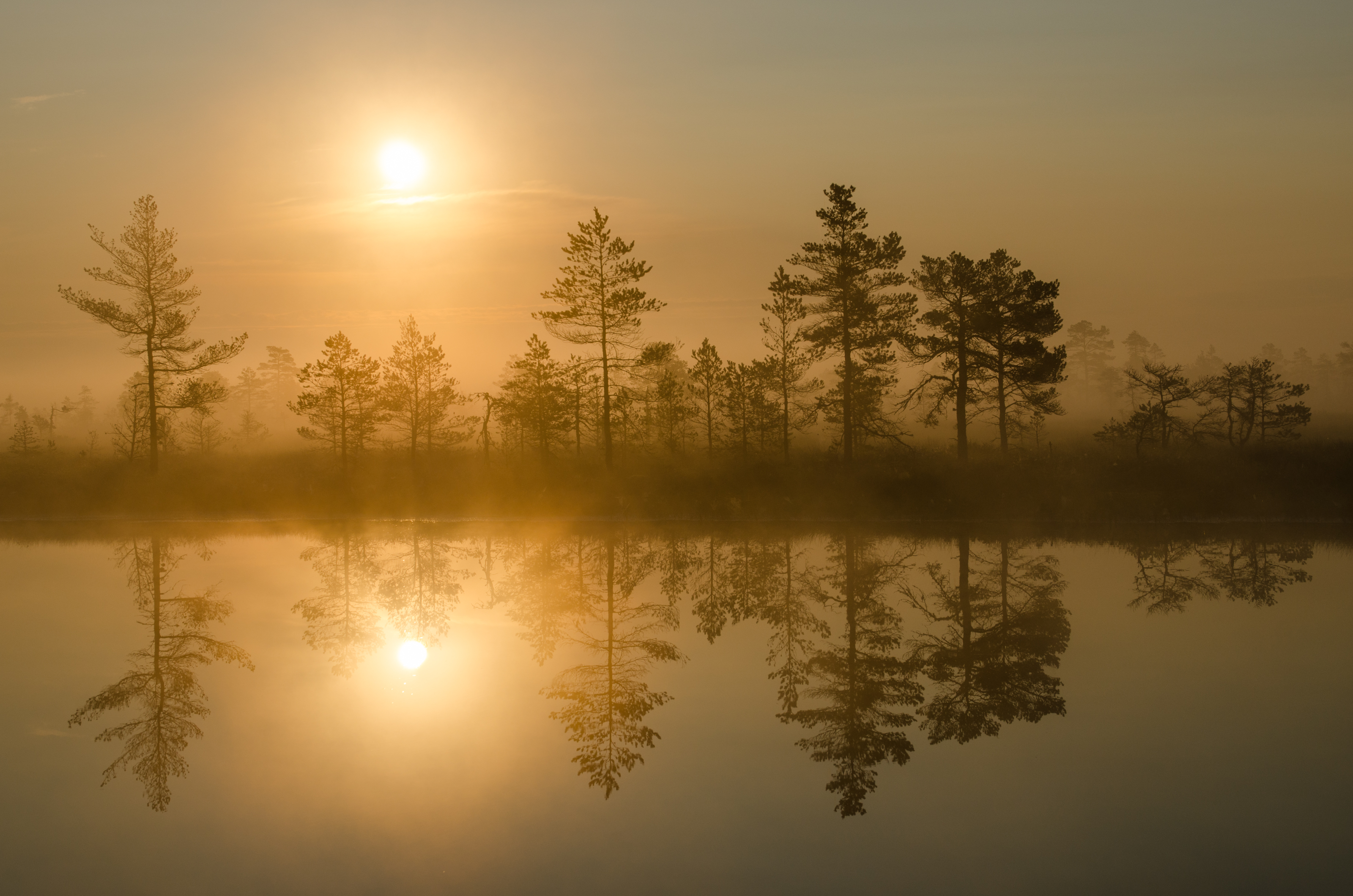

La réserve naturelle de Põhja-Kõrvemaa (estonien : Põhja-Kõrvemaa looduskaitseala est une réserve naturelle du comté de Harju en Estonie située à 50 Km à l'est de Tallinn. 

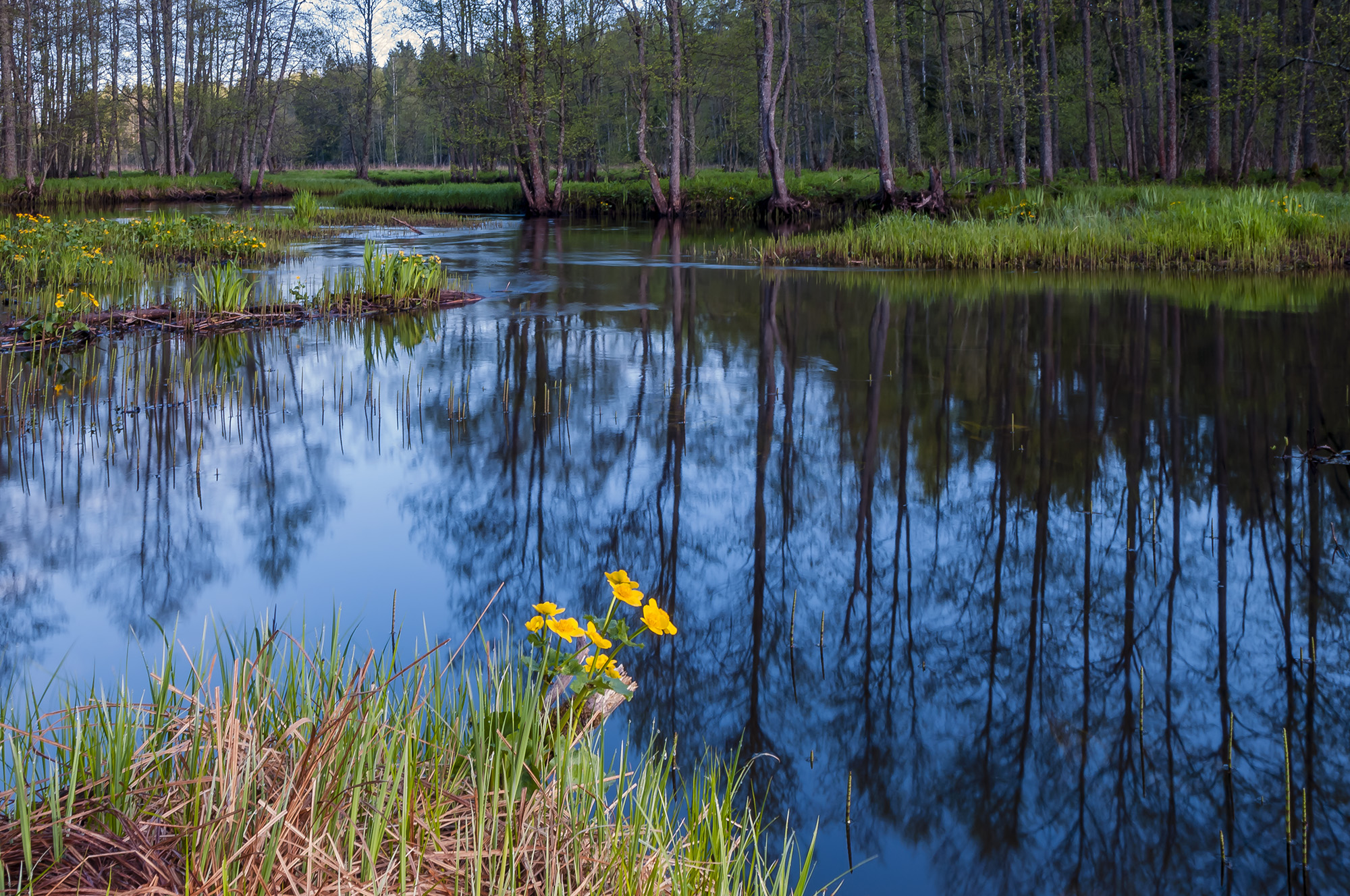
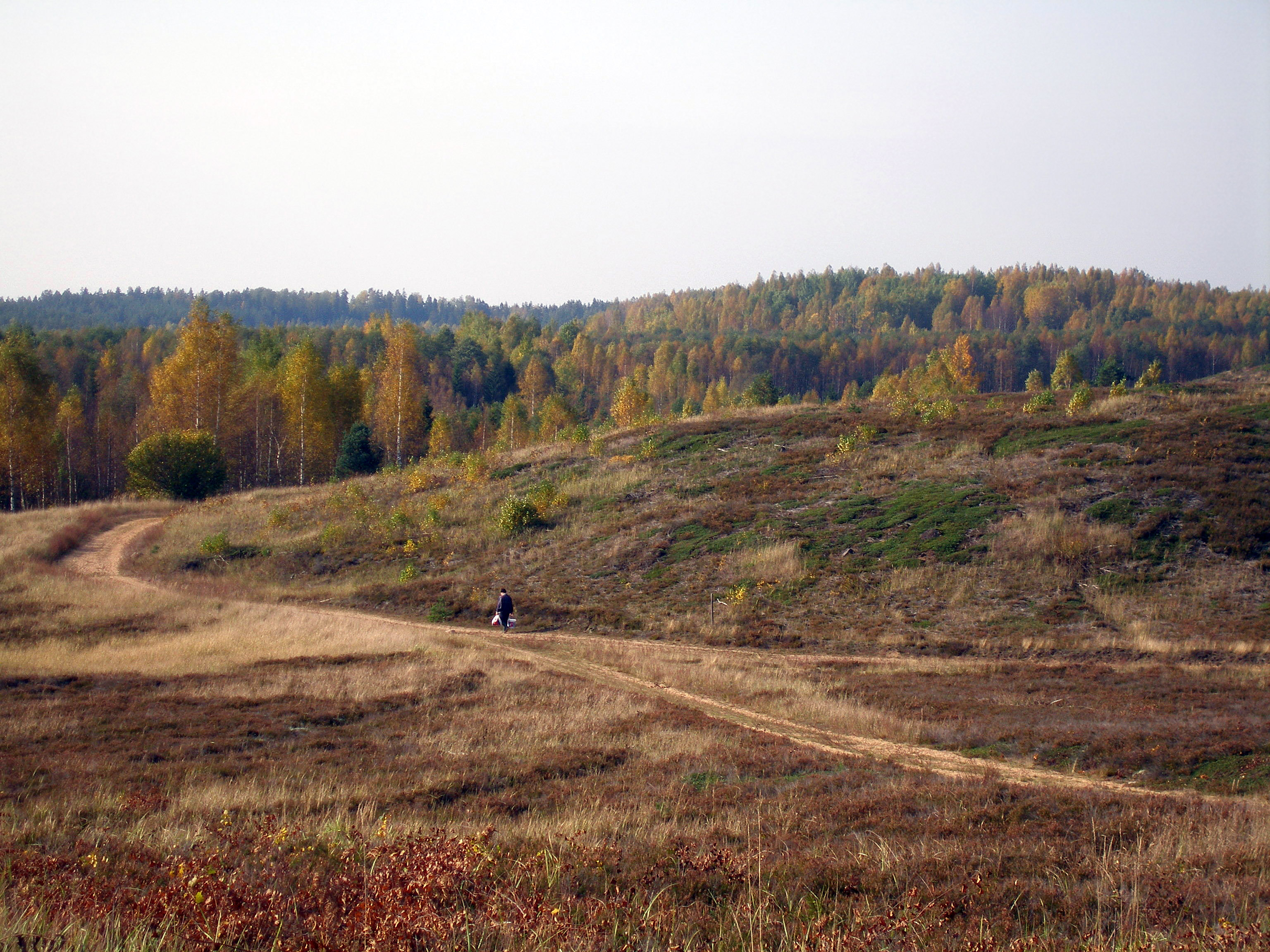
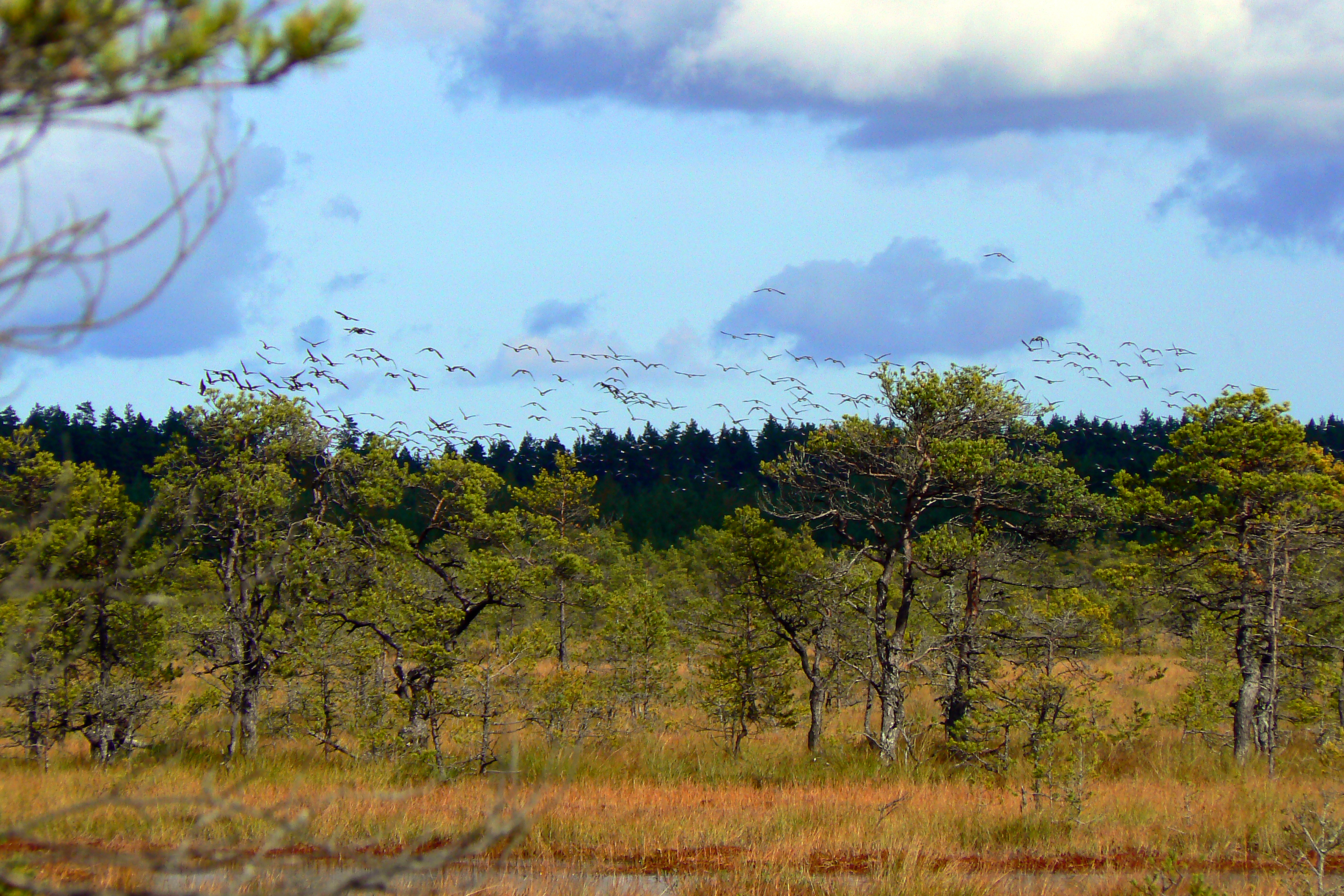

## Description
Avec une superficie de 131,58 Km2, il s'agit de la troisième plus grande réserve naturelle de l'Estonie. Il s'agit d'un paysage dominé par la forêt et la tourbière. Elle protège l'habitat d'espèces rares et menacées ainsi qu'un paysage naturel remarquable.

## Histoire
La réserve naturelle de Põhja-Kõrvemaa a été créée fin 1991, quelques mois après que l' Estonie ait recouvré son indépendance. 
Pendant l'ère soviétique, une grande partie du territoire actuel de la réserve naturelle a été utilisée par l'armée soviétique pour l'entraînement militaire et était donc fermée au public. Les terrains d'essai ont été créés en 1947 et étendus en 1953 à 33 304 hectares (333 km2), ce qui en fait le plus grand polygone militaire soviétique en Estonie,. 
Pourtant, l'armée soviétique n'a endommagé qu'environ 10 % du territoire des terrains d'essai, laissant le reste intact. 
En raison de son inadaptation à l'agriculture, toute la zone a toujours été très peu peuplée; au début des années 1950, la densité de population était d'environ 1 personne par km2, cependant quelques centaines de personnes ont quand même été déplacées avec la création du terrain d'essai.

## Mythe et légende
Selon la légende relatée par Hadrien de Troye, 4ème du nom, dans son célèbre récit de voyage " Les Echos de l'Est " au XVs, traduit en Français par le moine Jean de la Touane, depuis des temps immémoriaux, la forêt de Kõrvemaa est considérée comme sacrée et protégée par des forces mystiques émanant d'une fontaine. 
La légende raconte que Thalin, une prêtresse issue d'un ancien peuple slave, ayant trouvé refuge sur ces terres, fut choisie dès son plus jeune âge pour être la gardienne de Kõrvemaa, et protéger le lien fragile qui uni la nature aux mortels. 
Mais, là ou Thalin incarnait l'harmonie, son frère jumeau Karel représentait l'ambition dévorante de provoquer le chaos.  Autrefois disciple de la forêt, Karel avait été banni après avoir tenté de s'approprier le pouvoir de la fontaine sacrée. 
Le lien entre les esprits et les humains risquait d'être brisé. Thalin affronta Karel durant trois jours, ce fut un combat entre l'ombre et la lumière. Mais Karel était devenu trop puissant, Thalin compris qu'elle ne pouvait le vaincre sans se sacrifier, elle se tourna vers la fontaine sacrée et libéra ses forces : un torrent en jailli et envahit toute la foret. Karel tenta de résister mais il fut emprisonner sous les racines de la source, condamné à rester enfoui sous l'obscurité.
Quand la foret retrouva sa sérénité, Thalin avait disparu, son corps devint un chêne immense, planté devant la fontaine.
Aujourd'hui encore, les voyageurs qui s'aventurent dans la foret de Kõrvemaa racontent qu'un arbre gigantesque se dresse près d'une petite fontaine. Les anciens disent que si la terre tremble un peu, c'est Karel emprisonné sous les racines, toujours un lutte contre l'harmonie qu'il a voulu détruire.
La légende murmure aussi que, lorsque le vent souffle doucement à travers les branches du chêne, on peut entendre le chant apaisant de Thalin. Il rappelle à ceux qui l'écoutent que l'équilibre entre l'ombre et la lumière est fragile et que son sacrifice fut un acte d'amour.